# Wild Life
Wild Life è il primo album dei Wings, pubblicato nel 1971.
Venne prodotto da Paul e Linda McCartney e registrato nell'agosto dello stesso anno agli Abbey Road Studios di Londra, l'album arrivò undicesimo nelle classifiche inglesi e decimo in quelle nordamericane.

## Registrazione
Gli appena formatisi Wings registrarono il loro primo disco durante l'agosto del 1971 con in mente di usare un "sound grezzo" in grado di catturare la spontaneità e l'entusiasmo di un concerto dal vivo. Cinque delle otto canzoni presenti nell'album furono registrate al primo tentativo. In seguito McCartney citerà la metodologia di registrazione di Bob Dylan (che notoriamente completava i suoi dischi in poche sedute di registrazione) come ispirazione per le sedute in studio. L'album venne registrato negli studi di Abbey Road a Londra, in un paio di settimane: il brano Dear Friend invece proveniva dalle sedute di Ram.

## Copertina
La copertina dell'album mostra i quattro membri del neonato gruppo Wings in mezzo alla natura in un paesaggio bucolico. L'immagine di Paul non svetta volutamente sugli altri, e il suo nome non è nemmeno in copertina. Per correre ai ripari la EMI fece stampare due adesivi da apporre sul fronte del disco: il primo recitava "Wings Wild Life", mentre il secondo "Paul McCartney and Friends". Le note sul retro copertina sono opera di McCartney che per l'occasione si cela sotto lo pseudonimo di "Clint Harrigan", e raccontano la genesi del gruppo.

## Pubblicazione e accoglienza
| Recensione                     | Giudizio |
| ------------------------------ | -------- |
| AllMusic                       | [ 5 ]    |
| Christgau's Record Guide       | C–       |
| The Essential Rock Discography | [ 7 ]    |
| MusicHound                     | [ 8 ]    |
| Ondarock                       | [ 9 ]    |
| Q                              | [ 10 ]   |
| The Rolling Stone Album Guide  | [ 11 ]   |

Dopo un party organizzato per annunciare la nascita del gruppo svoltosi nel novembre 1971, Wild Life fu pubblicato il 7 dicembre raccogliendo pochi consensi presso critica e pubblico.
Il critico musicale John Mendelsohn di Rolling Stone scrisse che il disco sembrava appena abbozzato, non finito. In generale venne rimproverata all'opera la povertà degli arrangiamenti dei brani, e la totale mancanza di melodie degne di un artista del calibro di McCartney.
L'album raggiunse la posizione numero 11 in classifica in Gran Bretagna e la numero 10 negli Stati Uniti, dove divenne disco d'oro.
Nel 1993, Wild Life è stato ristampato e rimasterizzato in CD come parte della serie "The Paul McCartney Collection" con l'aggiunta dei brani Give Ireland Back to the Irish, Mary Had a Little Lamb, Little Woman Love e Mama's Little Girl come tracce bonus, e altri due brani "fantasma": Bip Bop Link e Mumbo Link (una jam strumentale).
Nel 2018 fu nuovamente ristampato come parte della serie "Paul McCartney Archive Collection". Le bonus track incluse nella versione espansa a due CD sono Give Ireland Back to the Irish e la versione strumentale della stessa canzone pubblicata all'epoca come b-side del singolo, la versione promozionale del singolo Love Is Strange, vari demo casalinghi e outtakes in studio, incluse versioni differenti di Bip Bop e Hey Diddle, precedentemente incluse nella raccolta Wingspan: Hits and History.

## Brani
Il disco si apre con due brani atipici per lo stile melodico di McCartney; il primo, Mumbo, è poco più di un'improvvisazione in studio, un pezzo di grezzo rock sporco e sgangherato, che si apre con il suono di un nastro che si avvolge e l'urlo di Paul: «Take it Tony!», un invito al fonico Tony Clark di catturare su nastro l'estemporanea jam session. Segue Bip Bop, una sorta di ninna nanna anch'essa nata da un'improvvisazione, questa volta alla chitarra acustica. La canzone utilizza lo stesso riff di That's No Way to Get Along, un brano del 1929 di Robert Wilkins e prende inoltre in prestito la melodia di apertura nella canzone Sitting in the Rain di John Mayall del 1967.
La canzone contenuta nel disco intitolata Dear Friend, registrata durante le sessioni per l'album Ram, destò particolare stupore poiché suonava come un tentativo di riconciliazione verso John Lennon che aveva attaccato pesantemente McCartney nella canzone How Do You Sleep? sull'album Imagine. Ad alcuni tutto questo appare poco probabile, in quanto, si sostiene, la composizione di Dear Friend è anteriore agli attacchi di Lennon. In effetti, se è vero che la canzone era stata composta prima dell'uscita di Imagine di Lennon, durante le sessioni di Ram (all'interno di Imagine, oltre alla celebre e velenosa How Do You Sleep?, sono presenti altri attacchi a McCartney) è altrettanto indubbiamente vero che gli attacchi di Lennon contro il suo ex partner erano stati inaugurati, molto prima dell'uscita di Imagine, dall'intervista a Ian Wenner pubblicata su Rolling Stone nel gennaio 1971, e dunque in data anteriore alla lavorazione di Ram. Del resto, ad avvalorare la tesi che Dear Friend fosse riferita alle tensioni con Lennon, in quel periodo giunte al livello di massima intensità, depone l'atmosfera stessa del brano, di pacata tristezza, e non ultimo, la eccezionale lunghezza, caratteristiche entrambe piuttosto inusuali in un brano di McCartney, che denotano un coinvolgimento emotivo evidentemente molto particolare.
Wild Life include anche un rifacimento in chiave reggae del brano del 1957 Love Is Strange del duo Mickey & Sylvia in omaggio alla passione di Linda per la musica reggae e per la Giamaica.
Nel 1976 una reinterpretazione da parte di David Cassidy della canzone Tomorrow divenne un successo da classifica in Sudafrica, raggiungendo la decima posizione.
La title track è un brano di argomento ambientalista a favore degli animali. Qualche anno prima, Paul aveva visto in un parco in Kenya un cartello stradale con la scritta: "The animals have the right of way" ("Gli animali hanno diritto di precedenza"); da qui l'idea di trasformare la frase in uno slogan animalista. Some People Never Know, cantata da Paul insieme a Linda, è una ballata acustica la cui composizione risaliva alla fine del 1969. I Am Your Singer, ancora cantata a due voci da Paul e Linda, è un brano realizzato con la tastiera elettronica e vede la presenza di flauti. Sono presenti inoltre due brevi intermezzi strumentali non indicati in copertina nella versione originale su vinile (ma nelle ristampe in CD, si), Bip Bop Link e Mumbo Link.

## Tracce
Tutti i brani sono opera di Paul e Linda McCartney, eccetto dove indicato.

### Lato A
1. Mumbo – 3:53
2. Bip Bop – 4:09
3. Love Is Strange – 4:49 (Baker/Smith)
4. Wild Life – 6:39

### Lato B
1. Some People Never Know – 6:36
2. I Am Your Singer – 2:13
3. Bib Bop Link – 0:48
4. Tomorrow – 3:23
5. Dear Friend – 5:46
6. Mumbo Link – 0:45

### Tracce Bonus - Edizione rimasterizzata del 1993
1. Give Ireland Back to the Irish (Singolo, 25/2/1972) - 3:43
2. Mary Had a Little Lamb (Singolo, 12/5/1972) - 3:34
3. Little Woman Love (Lato B di Mary Had a Little Lamb) - 2:08
4. Mama's Little Girl (Inedito proveniente dalle session di Wild Life, pubblicato come lato B del singolo Put it there il 5/2/1990) - 3:42

### Edizione digitale del 2007
L'edizione digitale pubblicata su iTunes nel 2007 contiene un'ulteriore traccia bonus.
1. Give Ireland Back To The Irish (Version) (versione strumentale, pubblicata come lato B del singolo Give Ireland Back To The Irish)

### Tracce Bonus - Edizione rimasterizzata del 2018
1. Good Rockin' Tonight (Home Recording) (Roy Brown)
2. Bip Bop (Home Recording)
3. Hey Diddle (Home Recording)
4. She Got It Good (Home Recording)
5. I Am Your Singer (Home Recording)
6. Outtake I
7. Dear Friend (Home Recording I)
8. Dear Friend (Home Recording II)
9. Outtake II
10. Indeed I Do
11. When the Wind Is Blowing
12. The Great Cock and Seagull Race (Rough Mix)
13. Outtake III
14. Give Ireland Back to the Irish
15. Give Ireland Back to the Irish (Version)
16. Love Is Strange (Single Edit) (Baker, Vanderpool, Smith)
17. African Yeah Yeah

## Formazione

### Wings
- Paul McCartney - voce, basso, chitarra, percussioni
- Linda McCartney - tastiere, cori
- Denny Laine - basso, chitarra, cori
- Denny Seiwell - batteria

### Personale aggiuntivo
- Alan Parsons - ingegnere del suono
- Tony Clark - fonico